# Coppa panamericana femminile under 23 di pallavolo 2012
La Coppa panamericana femminile under 23 di pallavolo 2012, 1ª edizione dell'omonima competizione femminile di pallavolo, si è svolta dal 3 all'8 settembre 2012 a Lima, in Perù: al torneo hanno partecipato otto squadre nazionali under 23 nordamericane e sudamericane e la vittoria finale è andata per la prima alla Rep. Dominicana.

## Impianti
|                                                                       |  |  |
|                                                                       |  |  |
| Coliseo Miguel Grau Città: Lima Capienza: 2 400 Anno d'apertura: 1996 |  |  |

## Regolamento

### Formula
Le squadre hanno disputato una prima fase a gironi con formula del girone all'italiana; al termine della prima fase:
- Le prime tre classificate di ogni girone hanno acceduto alla fase finale per il primo posto, strutturata in quarti di finale, a cui hanno partecipato solo la seconda e la terza classificata, semifinali, finale per il terzo posto e finale.
- L'ultima classificata di ogni girone e le due eliminate ai quarti di finale della fase finale per il primo posto hanno acceduto alla fase finale per il quinto posto, strutturata in semifinali, finale per il settimo posto e finale per il quinto posto.

### Criteri di classifica
Se il risultato finale è stato di 3-0 sono stati assegnati 5 punti alla squadra vincente e 0 a quella sconfitta, se il risultato finale è stato di 3-1 sono stati assegnati 4 punti alla squadra vincente e 1 a quella sconfitta, se il risultato finale è stato di 3-2 sono stati assegnati 3 punti alla squadra vincente e 2 a quella sconfitta.
L'ordine del posizionamento in classifica è stato definito in base a:
- Numero di partite vinte;
- Punti;
- Ratio dei set vinti/persi;
- Ratio dei punti realizzati/subiti;
- Risultati degli scontri diretti.

## Squadre partecipanti
| Squadra         | Qualificazione      | Ultima partecipazione |
| --------------- | ------------------- | --------------------- |
| Argentina       | -                   | Debutto               |
| Brasile         | -                   | Debutto               |
| Canada          | -                   | Debutto               |
| Colombia        | -                   | Debutto               |
| Costa Rica      | -                   | Debutto               |
| Cuba            | -                   | Debutto               |
| Perù            | Paese organizzatore | Debutto               |
| Rep. Dominicana | -                   | Debutto               |

## Torneo

### Fase a gironi
| Girone A  | Girone B        |
| --------- | --------------- |
| Argentina | Canada          |
| Brasile   | Costa Rica      |
| Colombia  | Perù            |
| Cuba      | Rep. Dominicana |

#### Girone A

##### Risultati
| 3 settembre 2012 Coliseo Miguel Grau, Lima Durata: 1h:50 - Spettatori: 800 | Brasile   | 3 - 1 | Colombia  | 25-19, 21-25, 27-25, 25-20        |
| 3 settembre 2012 Coliseo Miguel Grau, Lima Durata: 1h:33 - Spettatori: 800 | Cuba      | 1 - 3 | Argentina | 25-22, 25-27, 14-25, 15-25        |
| 4 settembre 2012 Coliseo Miguel Grau, Lima Durata: 1h:13 - Spettatori: 200 | Cuba      | 3 - 0 | Colombia  | 25-18, 25-17, 25-21               |
| 4 settembre 2012 Coliseo Miguel Grau, Lima Durata: 1h:17 - Spettatori: 200 | Brasile   | 3 - 0 | Argentina | 25-18, 25-16, 26-24               |
| 5 settembre 2012 Coliseo Miguel Grau, Lima Durata: 2h:06 - Spettatori: 250 | Argentina | 3 - 2 | Colombia  | 23-25, 25-21, 22-25, 25-18, 19-17 |
| 5 settembre 2012 Coliseo Miguel Grau, Lima Durata: 1h:33 - Spettatori: 850 | Brasile   | 3 - 1 | Cuba      | 23-25, 25-15, 25-8, 25-17         |

##### Classifica
| Pos | Squadra   | Pt | G | V | P | SV | SP | Ratio | PF  | PS  | Ratio |
| --- | --------- | -- | - | - | - | -- | -- | ----- | --- | --- | ----- |
| 1   | Brasile   | 13 | 3 | 3 | 0 | 9  | 2  | 4,500 | 272 | 212 | 1,283 |
| 2   | Argentina | 7  | 3 | 2 | 1 | 6  | 6  | 1,000 | 271 | 261 | 1,038 |
| 3   | Cuba      | 7  | 3 | 1 | 2 | 5  | 6  | 0,833 | 219 | 253 | 0,866 |
| 4   | Colombia  | 3  | 3 | 0 | 3 | 3  | 9  | 0,333 | 251 | 287 | 0,875 |

#### Girone B

##### Risultati
| 3 settembre 2012 Coliseo Miguel Grau, Lima Durata: 1h:05 - Spettatori: 1 000 | Rep. Dominicana | 3 - 0 | Canada          | 25-14, 25-13, 25-20        |
| 3 settembre 2012 Coliseo Miguel Grau, Lima Durata: 0h:55 - Spettatori: 950   | Perù            | 3 - 0 | Costa Rica      | 25-8, 25-10, 25-8          |
| 4 settembre 2012 Coliseo Miguel Grau, Lima Durata: 1h:01 - Spettatori: 600   | Rep. Dominicana | 3 - 0 | Costa Rica      | 25-6, 25-8, 25-17          |
| 4 settembre 2012 Coliseo Miguel Grau, Lima Durata: 1h:20 - Spettatori: 1 000 | Perù            | 3 - 1 | Canada          | 25-15, 21-25, 26-24, 25-22 |
| 5 settembre 2012 Coliseo Miguel Grau, Lima Durata: 1h:09 - Spettatori: 1 100 | Canada          | 3 - 0 | Costa Rica      | 25-16, 25-15, 25-18        |
| 5 settembre 2012 Coliseo Miguel Grau, Lima Durata: 1h:45 - Spettatori: 2 000 | Perù            | 1 - 3 | Rep. Dominicana | 23-25, 19-25, 25-18, 20-25 |

##### Classifica
| Pos | Squadra         | Pt | G | V | P | SV | SP | Ratio | PF  | PS  | Ratio |
| --- | --------------- | -- | - | - | - | -- | -- | ----- | --- | --- | ----- |
| 1   | Rep. Dominicana | 14 | 3 | 3 | 0 | 9  | 1  | 9,000 | 243 | 165 | 1,473 |
| 2   | Perù            | 10 | 3 | 2 | 1 | 7  | 4  | 1,750 | 259 | 205 | 1,263 |
| 3   | Canada          | 6  | 3 | 1 | 2 | 4  | 6  | 0,667 | 208 | 221 | 0,941 |
| 4   | Costa Rica      | 0  | 3 | 0 | 3 | 0  | 9  | 0,000 | 106 | 225 | 0,471 |

### Finali 1º e 3º posto
|  | Quarti | Quarti    | Quarti |  |  | Semifinali | Semifinali      | Semifinali |  |                 | Finale          | Finale          | Finale |
|  |        |           |        |  |  |            |                 |            |  |                 |                 |                 |        |
|  |        |           |        |  |  | 1A         | Brasile         | 3          |  |                 |                 |                 |        |
|  |        |           |        |  |  | 1A         | Brasile         | 3          |  |                 |                 |                 |        |
|  |        |           |        |  |  | 2B         | Perù            | 0          |  |                 |                 |                 |        |
|  | 2B     | Perù      | 3      |  |  | 2B         | Perù            | 0          |  |                 |                 |                 |        |
|  | 2B     | Perù      | 3      |  |  |            |                 |            |  |                 |                 |                 |        |
|  | 3A     | Cuba      | 1      |  |  |            |                 |            |  |                 |                 |                 |        |
|  | 3A     | Cuba      | 1      |  |  |            |                 |            |  | 1A              | Brasile         | 3               |        |
|  |        |           |        |  |  |            |                 |            |  | 1A              | Brasile         | 3               |        |
|  |        |           |        |  |  |            |                 |            |  |                 | 1B              | Rep. Dominicana | 0      |
|  |        |           |        |  |  |            |                 |            |  |                 | 1B              | Rep. Dominicana | 0      |
|  |        |           |        |  |  |            |                 |            |  |                 |                 |                 |        |
|  |        |           |        |  |  |            |                 |            |  |                 |                 |                 |        |
|  |        |           |        |  |  | 1B         | Rep. Dominicana | 3          |  | Finale 3° posto | Finale 3° posto | Finale 3° posto |        |
|  |        |           |        |  |  | 1B         | Rep. Dominicana | 3          |  |                 |                 |                 |        |
|  |        |           |        |  |  | 2A         | Argentina       | 1          |  |                 | 2B              | Perù            | 1      |
|  | 2A     | Argentina | 3      |  |  |            | Argentina       | 1          |  |                 | 2B              | Perù            | 1      |
|  | 2A     | Argentina | 3      |  |  |            |                 |            |  | 2A              | Argentina       | 3               |        |
|  | 3B     | Canada    | 0      |  |  |            |                 |            |  |                 | Argentina       | 3               |        |
|  | 3B     | Canada    | 0      |  |  |            |                 |            |  |                 |                 |                 |        |

#### Quarti di finale
| 6 settembre 2012 Coliseo Miguel Grau, Lima Durata: 1h:07 - Spettatori: 250 | Argentina | 3 - 0 | Canada | 25-19, 25-19, 25-16        |
| 6 settembre 2012 Coliseo Miguel Grau, Lima Durata: 1h:39 - Spettatori: 800 | Perù      | 3 - 1 | Cuba   | 15-25, 25-18, 25-20, 25-22 |

#### Semifinali
| 7 settembre 2012 Coliseo Miguel Grau, Lima Durata: 1h:20 - Spettatori: | Brasile         | 3 - 0 | Perù      | 26-24, 25-20, 25-18        |
| 7 settembre 2012 Coliseo Miguel Grau, Lima Durata: 1h:37 - Spettatori: | Rep. Dominicana | 3 - 1 | Argentina | 25-17, 25-17, 26-28, 25-20 |

#### Finale 3º posto
| 8 settembre 2012 Coliseo Miguel Grau, Lima Durata: 1h:36 - Spettatori: 2 000 | Argentina | 3 - 1 | Perù | 20-25, 25-14, 25-16, 25-20 |

#### Finale
| 8 settembre 2012 Coliseo Miguel Grau, Lima Durata: 1h:15 - Spettatori: 1 100 | Rep. Dominicana | 3 - 0 | Brasile | 25-19, 25-16, 25-19 |

### Finali 5º e 7º posto
|  | Semifinali | Semifinali | Semifinali |      |        | Finale 5º posto | Finale 5º posto | Finale 5º posto |  |
|  |            |            |            |      |        |                 |                 |                 |  |
|  | Colombia   | Colombia   | 0          |      |        |                 |                 |                 |  |
|  | Colombia   | Colombia   | 0          |      |        |                 |                 |                 |  |
|  | Canada     | Canada     | 3          |      |        |                 |                 |                 |  |
|  | Canada     | Canada     | 3          |      | Canada | Canada          | 2               |                 |  |
|  |            |            |            |      | Canada | Canada          | 2               |                 |  |
|  |            |            | Cuba       | Cuba | 3      |                 |                 |                 |  |
|  | Costa Rica | Costa Rica | Cuba       | Cuba | 3      | 0               |                 |                 |  |
|  | Costa Rica | Costa Rica |            |      |        | 0               |                 |                 |  |
|  | Cuba       | Cuba       | 3          |      |        | Finale 7º posto | Finale 7º posto | Finale 7º posto |  |
|  | Cuba       | Cuba       | 3          |      |        |                 |                 |                 |  |
|  |            |            |            |      |        |                 |                 |                 |  |
|  |            |            |            |      |        | Colombia        | Colombia        | 3               |  |
|  |            |            |            |      |        | Colombia        | Colombia        | 3               |  |
|  |            |            |            |      |        | Costa Rica      | Costa Rica      | 0               |  |

#### Semifinali
| 7 settembre 2012 Coliseo Miguel Grau, Lima Durata: 1h:16 - Spettatori: 250 | Colombia   | 0 - 3 | Canada | 23-25, 23-25, 20-25 |
| 7 settembre 2012 Coliseo Miguel Grau, Lima Durata: 0h:55 - Spettatori: 500 | Costa Rica | 0 - 3 | Cuba   | 14-25, 8-25, 7-25   |

#### Finale 7º posto
| 8 settembre 2012 Coliseo Miguel Grau, Lima Durata: 1h:02 - Spettatori: 300 | Colombia | 3 - 0 | Costa Rica | 25-17, 25-16, 25-9 |

#### Finale 5º posto
| 8 settembre 2012 Coliseo Miguel Grau, Lima Durata: 1h:54 - Spettatori: 600 | Canada | 2 - 3 | Cuba | 25-16, 24-26, 18-25, 25-22, 7-15 |

## Classifica finale
| Pos     | Squadra         | Rosa |
| ------- | --------------- | --- |
| Oro     | Rep. Dominicana | Formazione: 2 Fernández, 3 Eve, 4 Fersola, 5 Castillo, 6 Soriano, 7 Marte, 8 Arias, 11 Rodríguez, 15 Toribio, 16 Peña, 18 González, 20 Martínez, CT: Kwiek                      |
| Argento | Brasile         | Formazione: 2 Rios, 4 Silva, 6 Scherer, 8 Guimarães, 9 Montibeller, 10 Gasparini, 11 Dullius, 12 Mohr, 13 M. da Silva, 14 Filipelli, 16 de Araujo, 17 S. da Silva, CT: de Moura |
| Bronzo  | Argentina       | Formazione: 1 Molli, 2 Acosta, 3 Calvete, 5 Fresco, 6 Fortuna, 7 Aispurúa, 9 Giorgi, 10 Allende, 12 Martínez, 13 Bulgarella, 17 Curatola, 19 Tassara, CT: Bastit                |
| 4       | Perù            | Formazione: 1 Aquino, 2 Olemar, 3 Uribe, 6 Muñoz, 7 Huaman, 8 Leyva, 9 Camet, 10 La Rosa, 11 Yllescas, 12 Rueda, 13 López, 15 Ortiz, CT: dos Santos                             |
| 5       | Cuba            | Formazione: 1 Luis, 2 Gracia, 3 Rojas, 4 Palacio, 6 Lescay, 7 Hernández, 9 Mendaro, 12 Cruz, 15 Vílchez, 18 Matienzo, 19 Álvarez, 20 Rodríguez, CT: Gala                        |
| 6       | Canada          | Formazione: 1 Brown, 3 Hamilton, 4 Gano, 5 K. Moncks, 6 L. Moncks, 7 Bazin, 11 Leschied, 12 Richardson, 13 Wand, 16 Carpentier, 17 French, 18 Perrin, CT: Hofer                 |
| 7       | Colombia        | Formazione: 1 López, 2 Soto, 4 Martínez, 5 Guzmán, 6 Galeano, 7 Acuña, 9 Estrada, 10 Arrechea, 13 Gómez, 15 Marín, 16 Rangel, 18 Montaño, CT: Guevara                           |
| 8       | Costa Rica      | Formazione: 1 Sibaja, 2 Ramírez, 3 Cedeño, 4 Borbón, 11 Vargas, 12 Jiménez, 13 Montero, 14 Sayles, 16 Hines, 17 Arias, 19 Castro, 20 Campos, CT: Carvajal                       |

## Premi individuali
| Premio                 | Nome               | Squadra         |
| ---------------------- | ------------------ | --------------- |
| MVP                    | Yonkaira Peña      | Rep. Dominicana |
| Miglior realizzatrice  | Lucía Fresco       | Argentina       |
| Miglior attaccante     | Gabriela Guimarães | Brasile         |
| Miglior muro           | Cándida Arias      | Rep. Dominicana |
| Miglior servizio       | Kelci French       | Canada          |
| Miglior palleggiatrice | Antonela Curatola  | Argentina       |
| Miglior ricevitrice    | Juliana Filipelli  | Brasile         |
| Miglior difesa         | Brenda Castillo    | Rep. Dominicana |
| Miglior libero         | Jazmín Molli       | Argentina       |